# Душан Стевановић
Душан Стевановић (мађ. Sztevanovity Dusán; 27. април 1945. Београд), је мађарски композитор, драматург и текстописац српског порекла. Рођени брат Зорана Стевановића.

## Биографија
Стевановићи су се преселили у Мађарску када је Душан имао три године. Душанов отац је добио посао као дипломатски представник Југославије у Будимпешти. Породица се касније из политичких разлога није могла вратити у Југославију, тако да су стицајем околности нашли нову домовину у Мађарској. 
После средње школе, Душан је похађао Технички факултет у Будимпешти (Budapesti Műszaki Egyetem), али је није завршио. Душанов старији брат Зоран је у међувремену основао своју музичку групу и 1964. године Душан им се продружио. Група је свирала у будимпештанском ноћном клубу Метро и по томе је и дато име групи Метро.
Душан је у групи свирао ритам гитару и писао је текстове за музику. Најпознатије песме Метро групе су имале Душанове текстове.
Душан је групу Метро напустио 1971. године и почео је да се бави преводилаштвом. На мађарској телевизији је почео да ради 1973. године. Спектар послова му је био широк, био је драматург, режисер, водитељ и све остало што је захтевало слободоумни карактер какав је Душан имао. После деценије посла напустио је и телевизију.
Душан има двоје деце и један од синова, Кристијан Стевановић, наставља очевим стопама и пише текст и музику за групу Висион.

## Текстописац
Од своје пете, шесте године говорим колико толико прихватљив мађарски језик за себе је говорио Душан Стевановић, један од најбољих и најплоднијих мађарских текстописаца. Написао је неколико стотина објављених текстова. Поред текстова, за своју и свог брата оригиналну, групу Метри, текстове је писао и за култну мађарску рок групу Локомотив ГЛ (Locomotiv GT), познате мађарске певаче Габор Прешера, Кати Ковач, Клару Катона, Јаноша Карачањија, Тамаша Шомлоа, Петера Герендаша, Андраша Керна и многе друге.
Мјузикал који је написао за Габора Прешера, је изведен у будимпештанском позоришту Вигсинхаз (Vígszínház) 1988. године.
У пролеће 2007. године је објавио збирку одабраних текстова под називом Само речи (Csak szöveg).